# Пассат (барк)
«Пассат» (нем. Passat) — немецкий четырёхмачтовый стальной барк, один из «летучих П-лайнеров», знаменитых парусных судов германской судоходной компании «F. Laeisz». Был построен для перевозки нитратов из Чили в Германию вокруг мыса Горн.

## История
«Пассат» был заказан в 1908 году и построен в Гамбурге на верфи «Blohm & Voss» под заводским номером 206, стоимость судна составила 680 000 рейхсмарок. Первое плавание началось 24 декабря 1911 года и завершилось 14 марта 1912 прибытием в Вальпараисо. В годы Первой мировой войны судно было интернировано в Икике и после поражения Германии было передано по репарациям Франции. В 1921 году оно вышло в Марсель. Французское правительство выставило барк на продажу, и «Laeisz» выкупила его за £13 000, снова используя на перевозках разнообразных грузов в Южную Америку и нитратов в Европу до 1932 года, когда «Пассат» был продан финской компании «Gustaf Erikson Line» и возил зерно из залива Спенсер в южной Австралии. В начале Второй мировой войны «Пассат» был в порту приписки Мариехамн (Аландские острова), а в 1944 году был переведён в Стокгольм, где служил плавучим пакгаузом.
В 1948 году «Erikson Line» вернулась в зерновой бизнес, и «Пассат» с «Памиром» приняли участие в последней Большой Зерновой гонке в 1949 году (Порт Виктория—мыс Горн—Европа). Таким образом, «Пассат» огибал мыс Горн 39 раз.
Густав Эриксон умер в 1947 году, его сын Эдгар не мог с прибылью эксплуатировать ни «Пассат», ни «Памир», потому что в связи с новыми трудовыми нормами и коллективными договорами двухвахтовая система и на парусниках была заменена трёхвахтовой, как на пароходах, из-за чего численность команды возросла. В марте 1951 года оба судна были выкуплены бельгийскими скупщиками лома за £40 000.
В дело вмешался немецкий судовладелец Хайнц Шливен (нем. Heinz Schliewen), который выкупил «Пассат» и «Памир», чтобы обратить их в грузовые учебные парусники. В Киле они прошли модернизацию, были оснащены вспомогательными дизелями, балластными водяными цистернами, помещения для команды переоборудованы, установлены холодильники (чтобы не возить живой скот) и современное связное оборудование. Шливен испытывал финансовые затруднения, и суда были выкуплены консорциумом из сорока немецких судовладельцев «Фонд „Памира“ и „Пассата“» (нем. «Stiftung „Pamir“ und „Passat“»). Пять лет оба барка ходили из Европы к берегам Южной Америки (главным образом, в Аргентину), но мыса Горн не огибали.
В 1957 году, через несколько недель после гибели «Памира» в урагане, «Пассат» был отставлен после схожего происшествия: в ходе шторма груз ячменя переместился, но команде удалось выровнять судно и избежать затопления. В 1959 году «Пассат» был выкуплен муниципалитетом Любека и с тех пор находится в Травемюнде (Шлезвиг-Голштиния) в качестве хостела, общественного пространства, судна-музея и достопримечательности.

## Систершипы

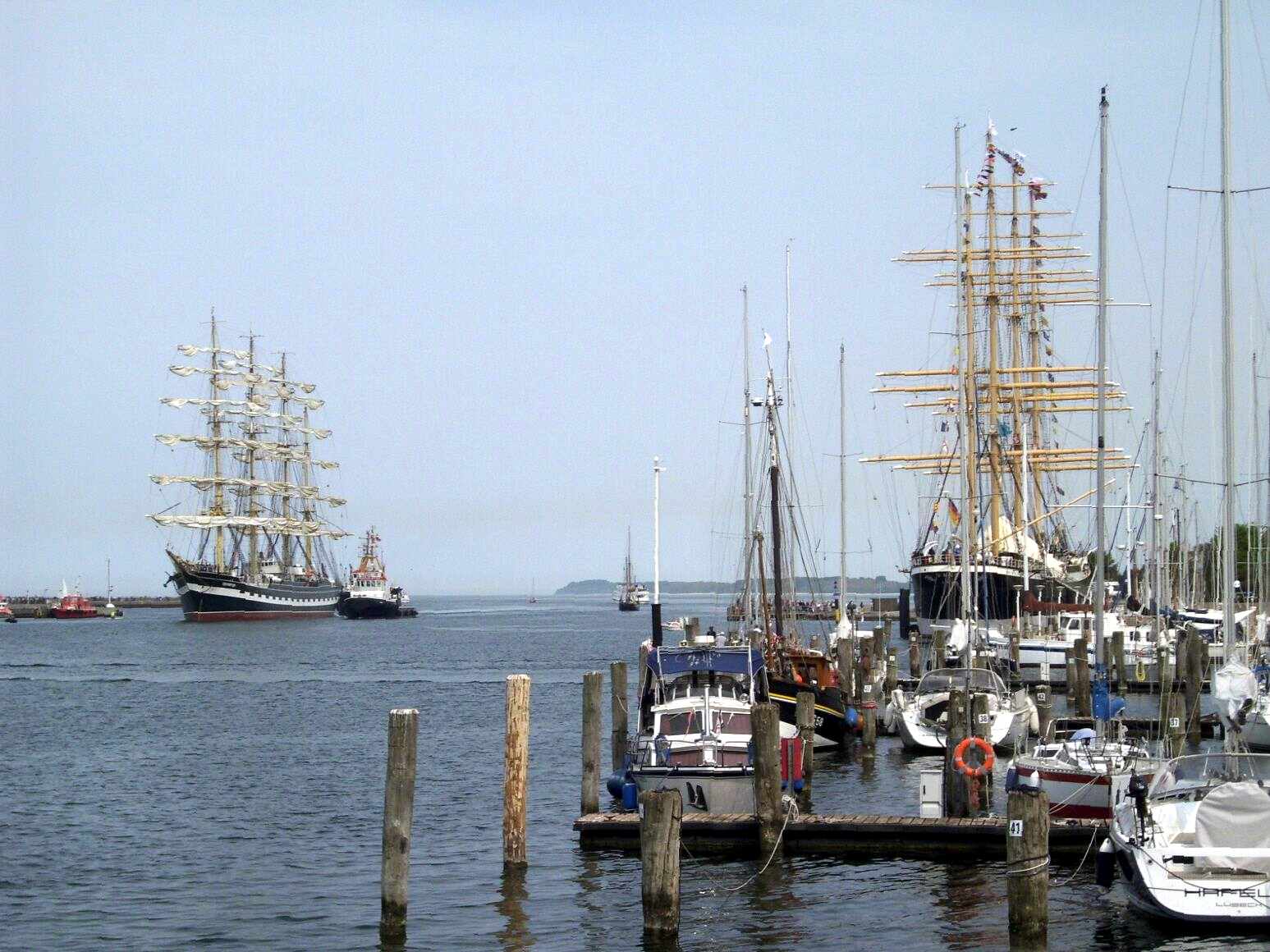
«Крузенштерн» посещает «Пассат» по случаю столетия последнего (2011), фотограф Константин Штефан

Настоящим систершипом «Пассата» был барк «Пекин». «Памир» называют так ошибочно по той причине, что оба судна долгое время находились у одних и тех же владельцев. Восемь последних четырёхмачтовых барков «Laeisz» по сходству, но также неверно называют «Восемь сестёр»: «Пангани», «Печили», «Памир», «Пассат», «Пекин», «Приуолл», «Пола» (не была под флагом «Laeisz») и «Падуя». Из этой восьмёрки настоящих систершипов не имеют вовсе «Пангани», «Печили», «Памир» и «Падуя».